# Грбави кит
Грбави кит (лат. Megaptera novaeangliae) је сисар из реда папкара (Artiodactyla) и инфрареда китова (Cetacea). То је једна од већих браздених врста, чије одрасле јединке имају дужини од 12 - 16 m и теже око 25 - 30 тона. Грбави кит има карактеристичан облик тела, са дугим репним перајем и чворастом главом. Познат је по испињању из воде и по другом карактеристичном понашању на површини, што га чини популарним код посматрача китова. Мужјаци производе сложену песму у трајању од 10 до 20 минута, коју понављају сатима. Сви мужјаци у групи производе исту песму, која је различита сваке сезоне. Њена сврха није јасна, мада то може помоћи код индуковања еструса код женки.
Они су присутни у океанима и морима широм света, и обично прелазе до 25.000 km сваке године. Они се хране у поларним водама и мигрирају у тропске или суптропске воде како би се парили и вршили порођаје, постећи и живећи од својих масних резерви. Њихова прехрана састоји се од крила и ситне рибе. Грбави китови имају разноврстан репертоар метода храњења, укључујући и технику мреже мехура.
Као и други велики китови, грбави китови су били мета индустрије китолова. Ова врста је некада била ловљена до ивице изумирања; њена популација је опала за 90% пре мораторијума из 1966. године. Иако су се стокови делимично обновили до око 80.000 животиња широм света, заплитање у риболовну опрему, судари с бродовима и загађење буком и даље утичу на ову врсту.

## Таксономија
Грбави китови су браздени китови, чланови Balaenopteridae фамилије која обухвата плавог, перајарног, брајдовог, рудолфијевог кита и мање усане. Сматра се да су се браздени китови раздвојили од других фамилија подреда Mysticeti још средином миоценске ере. Међутим, није познато кад су се чланови фамилије међусобно раздвојили.
Иако је јасно повезан са џиновским китовима рода Balaenoptera, грбави кит је једини члан свог рода. Недавно секвенцирање ДНК је показало да је грбавац заправо ближи појединим бразденим китовима, нарочито киту перајару (B. physalus) и вероватно сивом киту (Eschrichtius robustus), него што је то случај са другима, попут мањег усана.

## Распрострањење
ФАО рибарска подручја (енгл. FAO marine fishing areas) на којима је ова врста присутна су у Арктичком мору, северозападном Атлантику, североисточном Атлантику, западном централном Атлантику, источном централном Атлантику, југозападном Атлантику, југоисточном Атлантику, Атлантику у подручју Антарктика, западном Индијском океану, источном Индијском океану, јужном Индијском океану и Индијском океану у подручју Антарктика, северозападном Пацифику, североисточном Пацифику, западном централном Пацифику, источном централном Пацифику, југозападном Пацифику, југоисточном Пацифику и Пацифику у подручју Антарктика.

## Миграције
Годишњи циклус грбавих китова може се поделити на три фазе: летњу, миграциону и зимску. Свака од ових фаза је повезана са специфичним типом понашања. У пролеће, лето и јесен, грбави китови проводе време у хладним водама високих географских ширина, где се обилато хране, док у том периоду готово уопште не долази до копулационих активности. Крајем јесени, они крећу на миграциони пут у плитке тропске воде, где се паре и рађају млади. Конкретно време миграције зависи од области и хемисфере. Грбави китови типично не прелазе екватор, тако да је месец њихове миграције на хемисферама обрнут. Прве на миграцију са хранилишта на размножавалишта крећу женке са младима (јер су најспорије), затим недозреле јединке, а њих следе одрасле женке.
Дужина миграционог пута грбавих китова може драматично да варира у зависности од локације популације. На пример, миграциона рута од југоисточне Аустралије до обала Антарктика је дуга око 3000 км, а грбави китови из Мејнског залива који мигрирају у Карибе морају прећи и око 4600 км. У Карибе мигрирају и неки грбави китови са западног Гренланда, који тако пређу око 6600 км у једном правцу. Током миграције, грбави кит пређе око 80 км дневно. Уобичајено се креће брзином око 2-4 км/ч, при миграцији може се кретати и 15 км/ч, а у случају угрожености и до 27 км/ч.

## Станиште
Грбави кит живи у морима и океанима. Грбави китови се налазе у морским водама широм света, осим у неким областима на екватору и високом Арктику и неким затвореним морима. Најдаље на северу су забележени на 81°С око северне Земље Франца Јосифа. Обично су приобални и имају тенденцију да се окупљају у водама унутар континенталних појасева. Њихова зимска легла се налазе око екватора; њихова летња хранилишта налазе се у хладнијим водама, укључујући и близу поларних ледених капа. Грбавци иду на огромне миграције између подручја храњења и размножавања, често прелазећи отворени океан. Ова врста је забележена како путује до 8.000 km (5.000 mi) у једном правцу. Изолована, немиграторна популација се храни и размножава у северном Индијском океану, углавном у Арапском мору око Омана. Ова популација је такође забележена у Аденском заливу, Персијском заливу и код обала Пакистана и Индије.
У северном Атлантику постоје две одвојене популације зимовања, једна у Антилима, од Кубе до северне Венецуеле, а друга на Зеленортским острвима и северозападној Африци. Током лета, грбавци Антила се окупљају се код Нове Енглеске, источне Канаде и западног Гренланда, док се популација Зеленортских острва окупља око Исланда и Норвешке. Постоји извесно преклапање у летњим распонима ових популација, а документовано је да се грбавци Антила хране даље на исток. Посете китова у Мексички залив су биле ретке, али су се историјски дешавале у заливу. Сматрало се да су неуобичајени у Средоземном мору, али повећан број виђања, укључујући поновна уочавања, указује на то да би више китова могло да га колонизује или поново колонизује у будућности.
Северни Пацифик има најмање четири популације за размножавање: у близини Мексика (укључујући Доњу Калифорнију и острва Ревиљахихедо), Централну Америку, Хавајска острва, и Окинаву и Филипине. Мексичка популација се храни од Алеутских острва до Калифорније. Током лета, централноамерички грбави китови се налазе само у близини Орегона и Калифорније. Насупрот томе, хавајски грбавци имају широк распон храњења, али већина путује до југоисточне Аљаске и северне Британске Колумбије. Зимовалишта популација Окинаве/Филипина углавном су око Руског Далеког истока. Постоје неки докази за пету популацију негде у северозападном Пацифику. Забележено је да се ови китови хране код Алеута са расплодом негде јужно од острва Бонин.

### Јужна хемисфера
На јужној хемисфери, грбави китови су подељени у седам матичних група, од којих су неке даље подељене на подструктуре. Ово укључује југоисточни Пацифик (сој Г), југозападни Атлантик (сој А), југоисточни Атлантик (сој Б), југозападни Индијски океан (сој Ц), југоисточни Индијски океан (сој Д), југозападни Пацифик (сој Е) и Океанијски сојеви (сојеви Е–Ф). Сој Г се размножава у тропским и суптропским водама на западу Централне и Јужне Америке и храни се дуж западне обале Антарктичког полуострва, Јужних Оркнијских острва и у мањој мери Огњене земље у јужном Чилеу. Сој А зимује код Бразила и мигрира на летња подручја око Јужне Џорџије и Јужних Сендвич острва. Неке јединке из фонда А такође су забележене у близини западног Антарктичког полуострва, што указује на повећано замагљивање граница између подручја храњења сојева А и Г.
Сој Б се размножава на западној обали Африке и даље је подељен на Б1 и Б2 подпопулације, прве се крећу од Гвинејског залива до Анголе, а друге од Анголе до западне Јужне Африке. Забележено је да китови из соја Б траже храну у водама на југозападу континента, углавном око острва Буве. Поређење песама између оних на Кејп Лопеза и Абролхос архипелага указује на то да долази до трансатлантског мешања између китова сојева А и Б. Китови соја Ц зимују око југоисточне Африке и околних вода. Овај јој је даље подељен на подпопулације Ц1, Ц2, Ц3 и Ц4; Ц1 се јавља око Мозамбика и источне Јужне Африке, Ц2 око острва Комора, Ц3 код јужне и источне обале Мадагаскара и Ц4 око острва Маскарена. Опсег храњења ове популације је вероватно између координата 5°З и 60°И и испод 50°Ј. Може доћи до преклапања у областима храњења соја Б и Ц.
Китови соја Д се размножавају на западној обали Аустралије, а хране се у јужном региону висоравни Кергуелен. Сој Е је подељена на Е1, Е2 и Е3 сојеве. Е1 китови имају подручје размножавања у источној Аустралији и Тасманији; њихов главни опсег храњења је близу Антарктика, углавном унутар 130°И и 170°З. Океанијски сој је подељен на подпопулације Нова Каледонија (Е2), Тонга (Е3), Кукова острва (Ф1) и Француска Полинезија (Ф2). Хранилишта овог соја се углавном крећу од око Росовог мора до Антарктичког полуострва.

## Угроженост
Ова врста није угрожена, и наведена је као последња брига јер има широко распрострањење.

### Популациони тренд
По доступним подацима, популација ове врсте се повећава.